# Carnaval de Nova Orleans

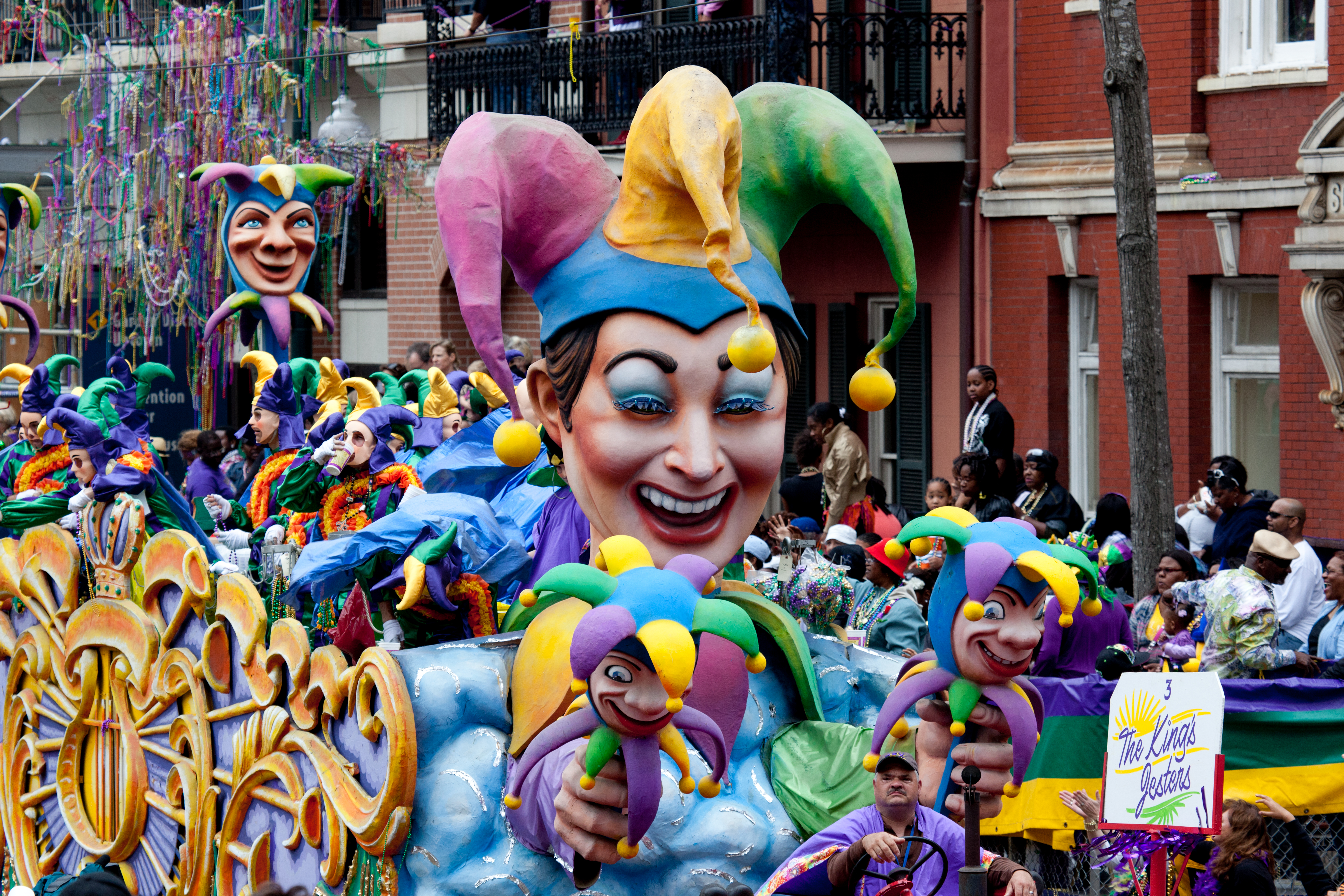
Mardi Gras de Nova Orleães.

Mardi Gras é uma festa carnavalesca que ocorre todo o ano em Nova Orleans, Estados Unidos, sendo um dos mais famosos Carnavais do mundo. Conhecido por suas máscaras de gesso, colares de conchas e paradas com bandinhas durante todo mês antes do Carnaval, na "terça-feira gorda" — que significa Mardi Gras em francês.